# Згорња Бистрица
Згорња Бистрица (словен. Zgornja Bistrica) је насељено место у општини Словенска Бистрица, Подравска регија, Словенија.

## Историја
До територијалне реорганизације у Словенији била је у саставу старе општине Словенска Бистрица.

## Становништво
У попису становништва из 2011. године, Згорња Бистрица је имала 567 становника.
| Број становника према пописима | Број становника према пописима | Број становника према пописима |
| ------------------------------ | ------------------------------ | ------------------------------ |
| 1991                           | 2002                           | 2011                           |
| 555                            | 540                            | 567                            |

Напомена: Године 1979. умањено за део насеља који је припојен насељу Словенска Бистрица. Године 1988. повећан за део насеља Висоле. Године 2000. смањена за део насеља који је са издвојеним деловима из насеља Ковача вас и Словенска Бистрица спојен у ново самостално насеље Нова Гора над Словенско Бистрицо. Године 2017. извршена је мања размена територија између насеља Нова Гора над Словенско Бистрицо, Словенска Бистрица, Сподња Ложница и Згорња Бистрица.